# Tuwaba ibn Salama al-Yudami
Tuwaba ibn Salama al-Yudami (Árabe: ثوابة بن سلامة الجذامي) fue el vigesimoprimer valí omeya de Al-Ándalus de agosto de 745 hasta octubre de 746.
Fue sucedido por Abd al-Rahman ibn Katir al-Lahmi.